# Olesia Malachenko
Pour les articles homonymes, voir Malachenko.
Olesia Malachenko (ukrainien : Олеся Малашенко), née le 21 février 1991 à Chișinău (dit aussi Kishinev, Moldavie), est une joueuse de basket-ball ukrainienne dont la taille est de 1,88 m. Elle évolue au poste d'ailière.

## Biographie
Après deux saisons à Arras, elle rejoint le club russe de Tchevakata Vologda. De retour à Arras après un an en Russie (9,8 points et 3,3 rebonds de moyenne en Eurocoupe), elle se blesse avant la reprise de la saison (aponévrose de la voûte plantaire), ce qui nécessite son remplacement par Ines Ajanović. Finaliste du championnat italien 2013-2014 (13,8 points et 5,3 rebonds de moyenne) avec le club italien de la Virtus Eirene Raguse promu en série A1, elle rejoint pour la saison suivante le club turc de Mersin
.
En novembre 2018, la blessure au genou de Marielle Amant entraîne son retour en France à Montpellier , après un début de saison en Turquie à Adana Basket où son rendement était de 5,6 points et 3,8 rebonds par match. Au terme de son contrat en février 2019, bien que Marielle Amant ne sera pas encore revenue, elle n'est pas prolongée le club préférant décaler Diandra Tchatchouang en ailière forte et engager une arrière-ailière. Malashnko retrouve alors son ancien club de Braine.
Fin décembre, pressentie à Roche Vendée, Olesia Malachenko rejoint le club français de Villeneuve-d’Ascq jusqu'à la fin de la saison, mais quitte la France pour rejoindre son pays en février en raison de la crise russo-ukrainienne..

## Équipe nationale
Elle est absente de l'Euro 2013 pour cause de blessure au pied. Après cinq années d'absence, elle rejoint à l'été 2014 l'équipe nationale ukrainienne qu'elle aide à obtenir sa qualification pour le championnat d'Europe 2015 avec 14,0 points et 4,3 rebonds par rencontre.
Après une opération du dos, elle reprend la compétition à l'automne 2021. Lors de la victoire sur la France en match de qualification pour l'Euro 2023, elle inscrit 11 points et capte 3 rebonds en 35 minutes.

## Palmarès

### Club[12]
- Championne de Belgique 2009
- Coupe de Belgique 2008 et 2009
- Finaliste de l'Eurocoupe 2011
- Finaliste du Championnat d'Italie 2014

### Sélection nationale
- Avec l'équipe ukrainienne des moins de 16 ans en 2006, elle compile 15,4 points (65,2 %) et 10,9 rebonds[3].
- Avec l'équipe ukrainienne des moins de 18 ans en 2007, elle compile 17,4 points et 12,4 rebonds[3].
- Avec l'équipe ukrainienne des moins de 16 ans en 2007, elle compile 25,6 points et 15,6 rebonds[3].
- Avec l'équipe ukrainienne des moins de 20 ans en 2008, elle compile 10,6 points et 7,2 rebonds[3].
- Avec l'équipe ukrainienne des moins de 18 ans en 2008, elle compile 5,9 points et 7,3 rebonds[3].
- Avec l'équipe ukrainienne des moins de 20 ans en 2008, elle compile 17,8 points et 7,2 rebonds[3].
- Avec l'équipe ukrainienne des moins de 18 ans en 2009, elle compile 18,7 points et 13,8 rebonds[3].
- Avec l'équipe ukrainienne des moins de 20 ans en 2010, elle compile 17,8 points et 9,6 rebonds[3].

Avec l'équipe ukrainienne seniore, elle compile 2 points et 3 rebonds lors du championnat d'Europe 2009.